# 멀티 채널 네트워크
멀티 채널 네트워크 또는 다중 채널 네트워크(MCN, Multi-channel network)는 페이스북이나 유튜브, 트위치TV, 아프리카TV 등 인터넷 스트리밍 플랫폼에서 활동하는 사람들의 기획사를 말한다.
MCN은 유튜브 생태계로부터 파생되었다. 유튜브 내에서 인기가 많아지고 그에 따라 수익이 많아지는 크리에이터들이 생겨나자, 이들을 묶어 관리해주는 곳이 생긴 것이 시초이다. 여러 유튜브 크리에이터 채널이 계약해 구성한 MCN은 제품, 프로그램 기획, 결제, 교차 프로모션, 파트너 관리, 디지털 저작권 관리, 수익 창출·판매 및 잠재고객 개발 등의 영역을 콘텐츠 제작자에게 지원하는 역할을 수행한다.
크리에이터들이 특정 MCN과 계약하면 그 MCN의 소속이 된다. 이는 방송인들의 소속사(SM, YG, JYP 등 엔터테인먼트 기획사)와 유사한 개념으로 볼 수 있다. 즉 유튜브 크리에이터의 소속사인 것이다.
MCN이란 의미 자체가 여러 다방면의 채널을 연계시킨 네트워크이기 때문에 포괄적인 의미에서는 소규모의 크리에이터 그룹도 MCN으로 부를 수 있지만, 이 전문 분야에서 MCN은 기업 혹은 자본가에 의해 유튜브와 정식 계약한 MCN을 의미한다.
유튜브에서는 아래와 같이 MCN을 정의하고 있다.
다중 채널 네트워크('MCN' 또는 '네트워크')는 여러 YouTube 채널과 제휴한 제3의 서비스 제공업체로서 잠재고객 확보, 콘텐츠 편성, 크리에이터 공동작업, 디지털 권한 관리, 수익 창출 및 판매 등의 서비스를 제공합니다.

또한 MCN이라는 이름은 유튜브의 직원인 제드 사이먼(Jed Simon)에 의해 만들어졌으며 그 이전에는 Online Video Studio (OVS), Internet Television Company (ITC), 유튜브 네트워크 혹은 단순히 네트워크라고 불렸다.